# Tatort: Kielwasser
Kielwasser ist ein Fernsehfilm aus der Fernseh-Kriminalreihe Tatort der ARD und des ORF. Der Film wurde vom WDR produziert und am 25. März 1984 erstmals gesendet. Es ist die 156. Folge der Tatort-Reihe und der siebte Fall für die Kriminalhauptkommissare Horst Schimanski (Götz George) und Christian Thanner (Eberhard Feik). Anlässlich des 40. Sendejubiläums des Duisburger Tatorts strahlte der WDR am 13. Oktober 2020 eine in HD abgetastete und digital restaurierte Folge aus.

## Handlung
Während die Kriminalhauptkommissare Schimanski und Thanner verdächtige Drogensüchtige aufgrund eines Mordes vernehmen, besucht sie unerwartet der Allgemeinarzt Dr. Waldorf, der die Chemiewerke des Industriellen Baumgarten beschuldigt, wissentlich einen Mitarbeiter in den Tod getrieben zu haben. Da sich die beiden Beamten nicht für zuständig halten, wimmeln sie ihn ab, und Waldorf verlässt enttäuscht das Büro. Doch am nächsten Tag wird Dr. Waldorf tot aufgefunden, offenbar erschossen. Die Obduktion ergibt, dass er einen Genickbruch erlitten hatte und mit dem Schuss ein Suizid vorgetäuscht werden sollte.
Schimanski untersucht Dr. Waldorfs Praxis und trifft auf seine Sprechstundenhilfe Jacky Ruhl. Als der Kommissar einen Tresorschlüssel findet, versucht die junge Frau vergeblich, ihn verschwinden zu lassen. Im Bankfach findet Schimanski ein Dossier über den Flussschiffer Kaiser, der an Krebs starb. Die Erkrankung ist nach Dr. Waldorfs Aufzeichnungen auf den ungeschützten Kontakt mit Nitroxin bei dessen illegaler Verklappung in den Rhein zurückzuführen. Hänschen informiert sich beim Gewässeramt über Maßnahmen zur Ermittlung von Rheinwasserverschmutzungen. Schimanski nutzt diese Informationen, um einen Schiffer in flagranti zu erwischen. Dieser behauptet, im Auftrag von Baumgarten zu handeln. Baumgarten wird von Schimanski und Thanner mit den Vorwürfen konfrontiert.
Überraschend erscheint Jacky Ruhl auf dem Revier und möchte das Dossier von Dr. Waldorf für ein Krebsforschungsinstitut haben. Als Schimanski und Jacky die Witwe Kaisers aufsuchen, bekommt der Kommissar Einblick in das Logbuch des Schiffers. Während Schimanski mit Jacky beim Abendessen weilt, entdeckt die Polizei die Leiche von Baumgarten und die besagte Akte von Dr. Waldorf auf dessen Schreibtisch. Jacky gerät in Mordverdacht und gibt zu, die Geliebte von Baumgarten gewesen zu sein. Sie beschaffte ihm die Akte, damit er einen etwaigen Prozess sicher gewinnen würde. Waldorf sei im Streit mit Baumgarten unglücklich gestürzt, Baumgarten hätte danach einen Suizid vorgetäuscht. Doch an Baumgartens Schreibtisch erkennt Schimanski den Geruch von Lavendel wieder, den er bereits auf dem Schiff von Kaiser wahrgenommen hatte. Er fängt dessen Witwe auf dem Rhein ab, und sie gibt zu, Baumgarten aus Rache für den Tod ihres Mannes getötet zu haben.

## Hintergrund
- Der Titelsong In This World wurde von Hermann Weindorf (Panarama) gesungen.
- Die Folge wurde unter dem Arbeitstitel Eine gute Nase gedreht.
- Schimanski sagt zur Verdächtigen Frau Ruhl: „Sie stecken ganz schön tief in der… Tinte.“ Die Vermeidung des Schimanski-typischen Wortes „Scheiße“ ist eine Anspielung auf die Reaktionen der Presse, vor allem der Bild-Zeitung, auf die übermäßige Häufung dieses Wortes in den ersten Schimanski-Folgen ab 1982.